# Ужгородська вулиця (Київ)
У́жгородська ву́лиця — вулиця в Голосіївському районі міста Києва, місцевість Деміївка. Пролягає від Деміївської до Козацької вулиці.

## Історія
Вулиця виникла, ймовірно, у першому десятилітті XX століття. Спочатку мала назву (4-й) Васильківський провулок, згадується в довіднику «Весь Киев на 1910 год». Сучасна назва — з 1955 року. До середини 1970-х років вулиця пролягала від Васильківської вулиці (скорочена в зв'язку зі знесенням старої забудови). Кінцева частина вулиці прокладена у 1940-х роках.